# Chiesa di San Giovanni Battista dei Fiorentini (Napoli)
La chiesa di San Giovanni Battista dei Fiorentini è una chiesa monumentale di Napoli: originariamente ubicata nell'antico rione Carità, fu demolita negli anni cinquanta e ricostruita al Vomero.
Si ergeva presso l'antica via dei Fiorentini (il cui tracciato oggi è assai ridotto rispetto all'originario) nell'area oggi occupata da palazzo Fernandez.

## Storia
La chiesa di riferimento della numerosa comunità dei fiorentini ebbe un primo stanziamento nel XIII secolo, nella zona del porto vicino alla porta del Caputo (o dei Caputi).
Nel 1557 i Fiorentini si trasferirono nella chiesa di San Vincenzo. Questa chiesa fu fondata nel 1461 (anche se alcuni storici propongono date diverse, come il D'Aloe che riporta il 1418, e il canonico Galante, che riporta il 1448) da Isabella di Chiaromonte, regina di Napoli e moglie di Ferrante d'Aragona, e affidata ai frati domenicani. La regina commissionò anche un quadro di San Vincenzo Ferrer, uno dei più gloriosi monaci dell'ordine domenicano. I fiorentini stanziatisi in questo edificio lo intitolarono a San Giovanni Battista.
La chiesa possedeva un piccolo porticato rinascimentale e una cupola priva di decorazioni e l'interno era abbellito da otto statue di Apostoli collocate nei pilastri tra le cappelle laterali, sette delle quali sono attribuite a Michelangelo Naccherino e alla sua bottega (una di queste è opera di Francesco Cassano), mentre l'ottava è stata scolpita da Pietro Bernini nel 1601.
La chiesa aveva inoltre diverse pale eseguite dai toscani Giovanni Balducci e Marco Pino (come del resto erano conterranei sia il Naccherino che il Bernini). Il soffitto ligneo conteneva pannelli dipinti dello stesso Giovanni Balducci, di Pietro Torres, Dirck Hendricksz e Pompeo Caccini.
Fu ristrutturata nel 1580, nel 1624, dopo il terremoto del 1732 e infine nel 1845. Quest'ultimo restauro, realizzato dall'architetto Gaetano Fazzini, apportò alla chiesa lo stile neoclassico, di moda in quel periodo, ma rimosse il porticato, impostando la facciata a bugne lisce.
La chiesa dei Fiorentini non fu inclusa nei lavori di ricostruzione fascista della zona della Corsea che si spinsero fin sotto l'edificio, che fu affiancato, alla fine degli anni trenta, dal nuovo palazzo Fernandez, storica sede della Standa, progettato da Ferdinando Chiaromonte.
Nel 1937 era stato presentato il progetto della seconda fase di ricostruzione dell'antico rione San Giuseppe che interessava la zona dei Guantai Nuovi. Stavolta la chiesa fu annoverata tra gli edifici da demolire e il cardinale Alessio Ascalesi, nello stesso anno, ne decretò la chiusura, ma la guerra interruppe l'inizio dei lavori.
Durante il prosieguo della lavori di costruzione del nuovo rione Carità, promosso dalla giunta di Achille Lauro, il tempio tra il 1952 e il 1953 fu demolito con la giustificazione dei danni subiti per i bombardamenti su Napoli della seconda guerra mondiale: questa decisione causò la scomparsa dei resti della pittrice Artemisia Gentileschi, che era sepolta sotto una semplice lapide con l'epitaffio Heic Arthemisia, ed anche dei resti di Bernardo Tanucci, il celebre statista toscano e ministro di Carlo III, che riposavano nell'ipogeo al centro della crociera. Poco prima della demolizione la chiesa subì un crollo parziale. Nel 1950 la società CERC aveva ottenuto l'autorizzazione per prelevare gli elementi architettonici degni di essere salvati.
In seguito a particolari ricerche storiche è stato appurato che la chiesa non era stata minimamente toccata dalle bombe, ma che la persistenza del tempio comprometteva l'opera edilizia allora in svolgimento.
Il palazzo Fernandez fu ampliato sul lato meridionale, occupando l'area della chiesa e in particolare il primo tratto della via dei Fiorentini, che fu inglobato nel cortile interno.

## La nuova chiesa

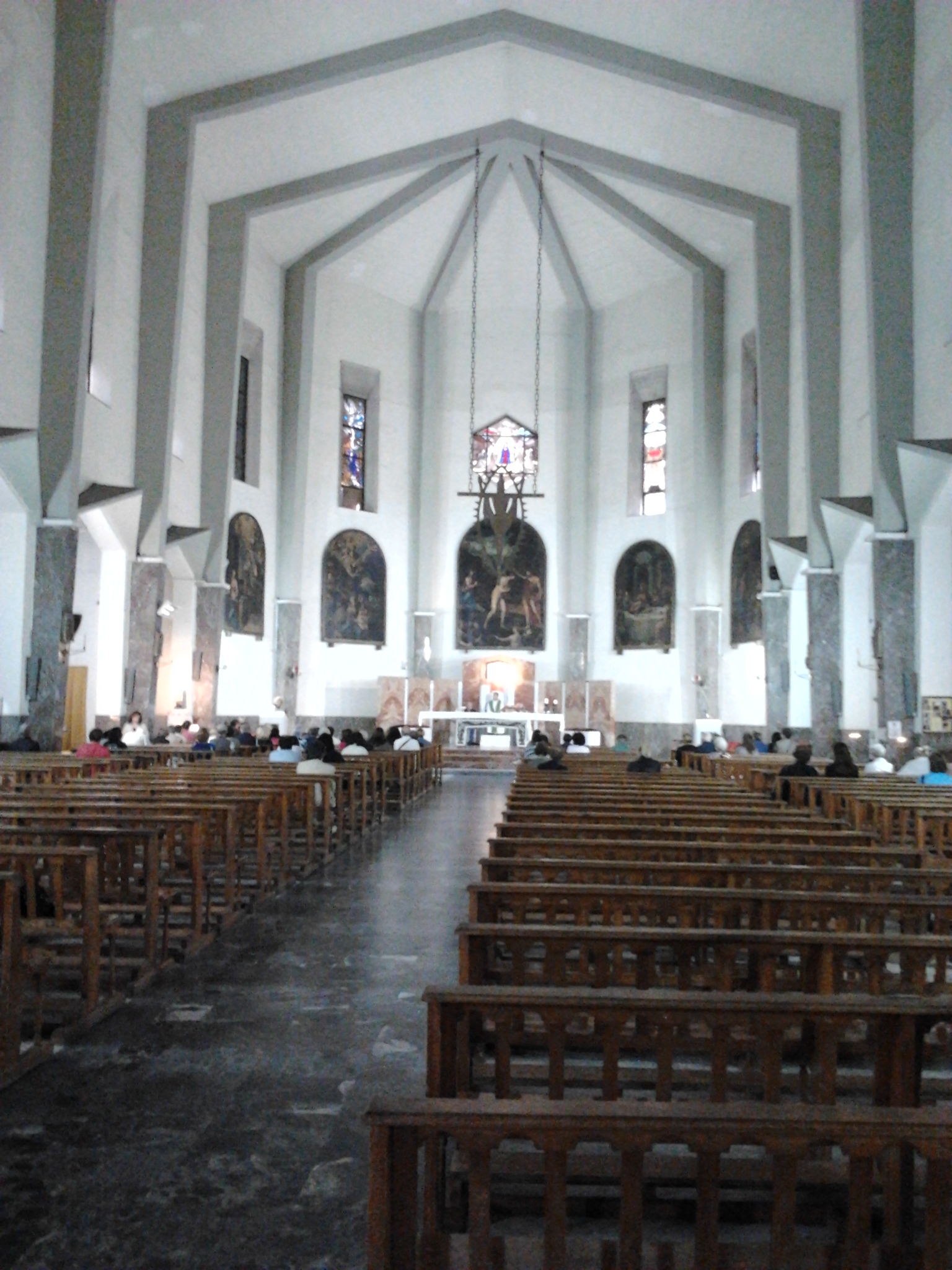
Interno e abside della nuova chiesa

La chiesa fu ricostruita nel quartiere Arenella in via Pacio Bertini, vicino a piazza degli Artisti, e consacrata nel 1959 dal cardinale Alfonso Castaldo. A essa fu assegnata parte del patrimonio artistico del vecchio luogo di culto, in particolare nove quadri del XVI secolo del Pino e del Balducci. In chiesa è anche un San Giovanni Battista in carcere di Francesco Boldrini. 
Le statue degli Apostoli, invece, che erano state rimosse dalla chiesa dei Fiorentini nel 1942, per preservarle dai bombardamenti, furono portate alla basilica dell'Incoronata Madre del Buon Consiglio, a Capodimonte, e collocate sull'altare maggiore.
L'altare è adornato dal dipinto raffigurante il Battesimo di Cristo, dipinto dallo stesso Marco Pino.
Dal 21 novembre 1997 la chiesa ospita le spoglie della Serva di Dio Angela Iacobellis, traslate dalla cappella cimiteriale di Napoli.
Nel 2000, all'apice della facciata è stata collocata una nuova statua, raffigurante il Battista, opera di Alfredo Scotti, mentre nel 2008 l'intera facciata ha subìto un rimaneggiamento.